# إتاحة الطاقة

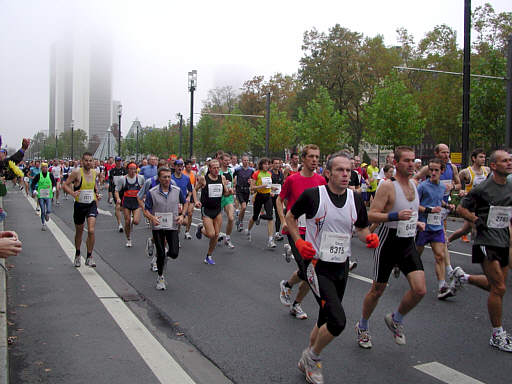
ماراثون فرانكفورت 2004

اتاحة الطاقة أو مد الطاقة هو إنتاج ونقل وتفكيك مختزن طاقة مع إعادة تكوين ادينوسين ثلاثي الفوسفات ATP في خلية عضلية للإنسان أو أحد الحيوانات. عملية الإمداد هذه تعمل على قيام عضلة بتأدية شغل. ويوجد في الجسم عدة أنواع من مخزونات الطاقة لتأدية عمل العضلات وهي: فوسفات الكرياتين، كربوهيدرات (يختزن في الجسم ك غلايكوجين، ودهون أو بروتين؛ ويتم ذلك بواسطة عمليتي استقلاب هوائي (بالإكسجين)، ولاهوائي (باللاكتاسيد) [ باللكتات أو أيضا من دون لاكتات] (اللكتات هو حمض اللبنيك). بالنسبة للاستقلاب الهوائي فهو يتم بواسطة الأكسجين وهو يتم في متقدرات الخلية العضلية. أما الاستقلاب من دون هواء (أكسجين) فهو يتم في سيتوبلازم الخلية وليس في داخل المتقدرات. وعندما يتم هذا الأخير ويرافقه إنتاج متزايد من اللكتات (وهو حمض اللبنيك الذي يُنتج كمرحلة وسطية حيث لا توجد اكسدة كاملة بالأكسجين)، فنسمي ذلك «لاكتاسيد» lactacid. ما هو خارج ذلك فهو يسمى إستقلاب «آلكتاسيد»alactacid.

## مقدمة

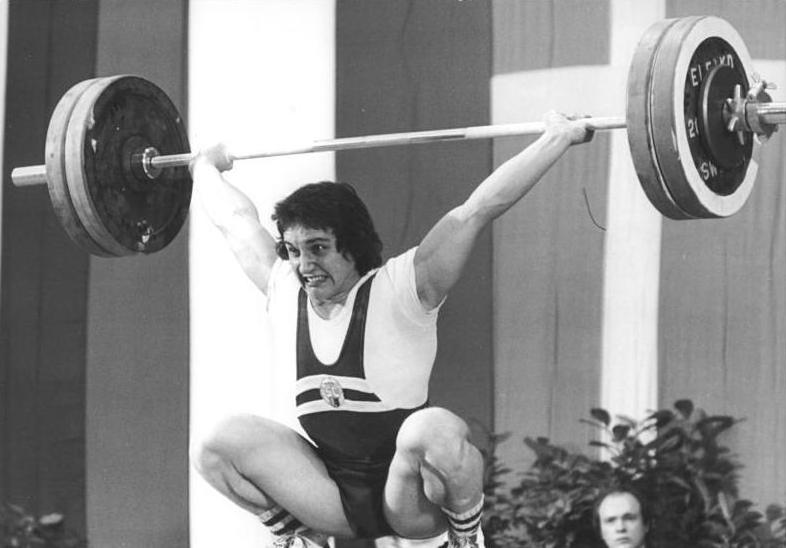
رفع أثقال. مجهود ضخم يستغرق 40 ثانية، ويتم لمرة واحد وبعدها يستريح الرياضي.

لكي تنقبض عضلة لأداء عمل تحتاج إلى طاقة، تلك الطاقة تنشأ من تفاعل كيميائي ينتج الطاقة. وتتحول خلال تلك العملية الطاقة الكهربية إلى طاقة حركة. بذلك يكون احتياج الجسم للطاقة كبير لكي يستطيع القيام بالحركة الجسمانية. وتأتي الطاقة التي تحتاجها العضلة لكي تنقبض عن طريق الاقتران المائي لجزيئات أدينوسين ثلاثي الفوسفات ATP(بطارية الخلية) وتحويلها إلى أدينوسين ثنائي الفوسفات ADP وفوسفات (Pi). فتكون جزيئات الأدينوسين ثلاثي الفوسفات هي موردة الطاقة للعضلة. ولكن المخزون من ATP محدود جدا ولهذا لابد للعضلات أثناء الحركة أو أثناء تدريب رياضي أن تعيد إنتاج أدينوسين ثلاثي الفوسفات من جديد، حتى تستطيع العضلة مواصلة حركتها. وتأتي الطاقة اللازمة لإعادة تركيب أدينوسين ثلاثي الفوسفات عن طريق خطوات أكسدة لمواد غذائية مثل السكر (كربوهيدرات)، أو دهون أو بمعنى أدق أكسدة أحماض دهنية أو بروتينات (أحماض أمينية). 
على هذا الطريق توجد آليات مختلفة. منها توريد طاقة للعضلة غير هوائي (أي بدون الأكسجين) ولكن هذا يتبعه تكوين  لكتات  Lactates ؛ تلك العملية التي لا تستخدم الهواء (الأكسجين) لإمداد الطاقة تسمى anaerobic process . والطريقة الثانية لمد العضلة بالطاقة فهي طريقة حرق الكربوهيدرات الجسمية (جلايكوجين) بالأكسجين. كما يوجد طريق امداد العضلات بالطاقة عن طريق استهلاك الدهنيات المخزونة في الجسم، وهذه العملية تتم أيضا بكفء في وجود الأكسجين وتسمى تلك العملية aerobic process.

## من التاريخ
اكتشف الكيميائي كارل لوهمان في عام 1931 الأدينوسين ثلاثي الفوسفاتATP . وبهذه الطريقة اكتشف أيضا أن فوسفات الكرياتين بأنه ليس المورد المباشر للطاقة للعضلات لتقوم بحركتها، حيث أعطي ATP دور أكبر كمرافق إنزيمي، وكمعامل تنظيمي في الأيض، وكحامل للطاقة، اعزي له التوريد المباشر للطاقة لخلايا العضلات.
وباكتشاف بعد ذلك الكمية الكبيرة من الطاقة التي يختزنها الأدينوسين ثلاثي الفوسفات، واعترف به بأنه المورد المباشر لخلايا العضلات لكي تنقبض وتعمل، فقد أكمل لوهمان مجهوداته بتعريف التفاعل الكيميائي المصاحب، وهو كالاتي:
Kreatinphosphat + ADP ↔ Kreatin + ATP
(ATP + H2O → ADP + P + Energie (ميوسين

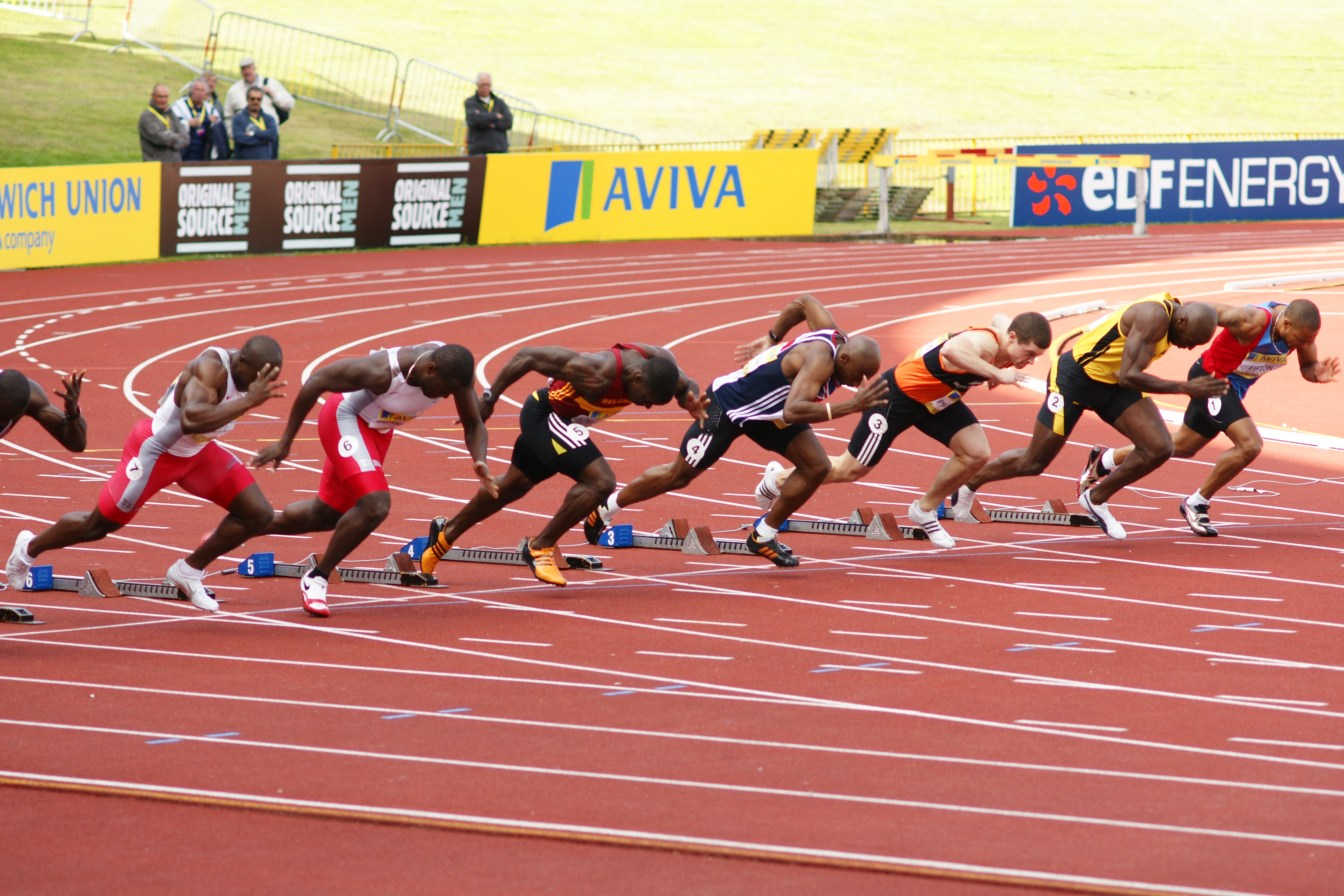
انطلاقة سباق 100 متر

أي عندما يعطي الأدينوسين الثلاثي الفوسفات ATP الطاقة لجزيء ميوسين في العضلة فهو يتحول إلى أدينوسين ثنائي الفوسفات ADP مع تحرير ذرة فوسفات. ولكن لكي يستمر عمل العضلات لا بد من استعادة بنية الأدينوسين الثلاثي الفوسفات ATP ، وهذا يتم بتفاعل فوسفات الكرياتين مع ADP ويعطيه ذرة فوسفات فينشأ ATP من جديد (المعادلة الأولى).
عندما يتفاعل الأدينوسين ثلاثي الفوسفات ATP مع جزيء ماء فهو ينتج طاقة ويتحول إلى ADP ، وتتحرر ذرة فوسفات: الطاقة الناتجة تحث جزيء الميوسين في العضلة على التحرك.
إذا أنها دورة: يعطي ATP العضلة الطاقة للتحرك ويتحول إلى أدينوسين ثنائي الفوسفات ADP ثم يأتي فوسفات الكرياتين ويعطي ADP ذرة فوسفات فيشحنه ويجعله أدينوسين ثلاثي الفوسفات ثانيا الذي يبقى متحفزا لإعطاء طاقته ثانيا للعضلة لكي تستمر في الحركة.

## مخازن الطاقة في الجسم
بينما يعمل الأدينوسين ثلاثي الفوسفات ATP و فوسفات الكرياتين (CrP) في داخل الخلية العضلية وامدادها بالطاقة، يمكن لجزيئات غلايكوجين (مخزن جسمي سكري)، والدهون والبروتين من مخازن أخرى توريد طاقة للخلية العضلية الشغالة. تختلف مخازن الطاقة في الجسم عن بعضها البعض كثيرا من وجهة كمية الطاقة المتاحة فيها ومن حيث معدل إمداها للطاقة، أي كم من الوقت تسغرق في مدّها العضلات بالطاقة. الجدول التالي يعطي تلك الاختلافات بالنسبة للمواد المتاحة لإمدادات الطاقة إلى العضلات.

| المادة                      | كمية المادة منقوصة الفوسفات (-P) مليمول لكل كيلوجرام من العضلات | المدة القصوي لعملها (خلال منافسة رياضية)  |
| --------------------------- | --------------------------------------------------------------- | ----------------------------------------- |
| ATP ادينوسين ثلاثي الفوسفات | 6                                                               | 2 – 3 ثانية (نظريا، حيث يُعاد تكوينه)      |
| CrP فوسفات الكرياتين        | 20 – 25                                                         | 7 – 10 ثانية (نظريا، حيث يُعاد تكوينه)     |
| مخزنات الفوسفات             | 30                                                              | 7 – 10 ثانية (تزيد بالتدريب إلى 20 ثانية) |
| جلوكوز                      | 270                                                             | 45 – 90 ثانية (استهلاك لا هوائي)          |
| غلايكوجين                   | 3000                                                            | 45 – 90 دقائق (هوائي، أي باستهلاك أكسجين) |
| دهون (ثلاثي الجليسريد)      | 50.000                                                          | ساعات طويلة                               |
| بروتينات (أحماض أمينية)     | ?                                                               | فقط في حالات قصوى من الجوع غير عادية      |

استنتاجات من القائمة:
1) عندما تقوم بنقل حقيبة مسافة 3 متر، يستغرق ذلك 3 ثوان: المتيح للطاقة هي ATP.
2) عندما تقوم بنقل الحقيبة مسافة 15 متر، يستغرق ذلك نحو 10 ثوان: المتيح للطاقة ATP ويتبعه فوسفات الكرياتين.
3) أنت رياضي حمل أثقال، ترفع ثقلا وزنه 80 كيلوجرام مرة واحدة (خلال 30ثانية مثلا): تستهلك ATP و KrP وجزء من الجلوكوز.
4) أنت رياضي حمل أثقال، ترفع ثقلا وزنه 80 كيلوجرام عدة مرات بينها فترات راحة (مدة إجمالية نصف ساعة مثلا): في كل مرة تستهلك ATP و KrP والجلوكوز وجزء من الغلايكوجين. تكرار التمرين يتم غير هوائي، فيتكاثر لاكتات ، وتشعر بلسعة العضلات بسببه، وتضطر لقطع التمرين.
5) أنت متسابق في سباق 100 متر: تستهلك ATP على الفور ويتبعه فوسفات الكرياتين.
6) أنت عداء مارثون تجري ساعتين: في النصف ساعة الأولى تستهلك ATP و CrP ثم الجلوكوز وجزء من الغلايكوجين، ثم يتأقلم الجسم ويوقف استهلاك الجلوكوز والكلايكوجين وتواصل المارثون باستهلاك جزء من الدهون. ونظرا لكثافة الطاقة في الدهون (9 سعرة كبيرة/ جرام دهن) وكثرة الدهون في جسمك فأنت تستطيع الجري أياما من استغلال طاقة الدهون.

### ادينوسين ثلاثي الفوسفات (ATP)
الأدينوسين ثلاثي الفوسفات هو أول عامل يقدم الطاقة للعضلات لتنقبض وتعمل، وهذ لمدة 2 ثوان فقط، وهذه طاقة تكفي لثلاثة انقباضات.  وحتى لو فرض وأن ادينوسين ثلاثي الفوسفات ATP أعطي طاقته كلها وتحول إلى أدينوسين أحادي الفوسفات AMP فإنه يتبقى من مخزون ATP في العضلات في حالة الهدوء 6 مليمول/كيلوجرام من العضلات.
إذا علمنا أن الجسم يستهلك في اليوم الواحد من جزيئات ATP ما يعادل 70 كيلوجرام، أي ما يعادل وزن شخص ما، فإنه لمن العجيب أن أدينوسين ثلاثي الفوسفات مهم للغاية لانقباض وعمل العضلات، فهو المصدر الوحيد المباشر لإمداد الخلايا بالطاقة، وانه يوجد بتلك الكمية القليلة في الخلايا العضلية.

### فوسفات الكرياتين (CrP)

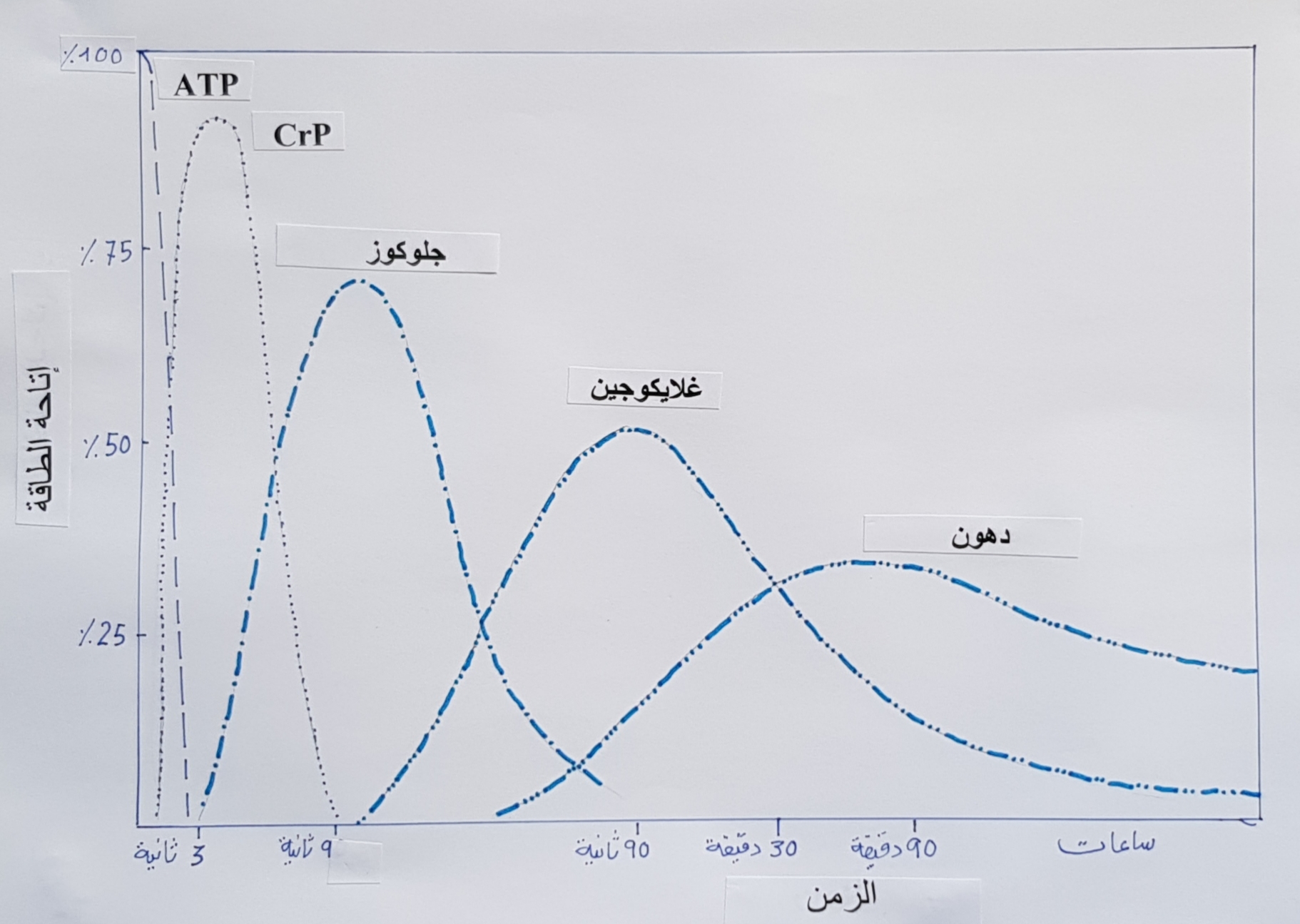
إتاحة الطاقة في جسم الإنسان.

نظرا لأن مخزون ATP في العضلة لا يكفي سوى ل 3 انقباضات (خلال ثانيتين)

فإن الجسم مجبر على إعادة تكوين الأدينوسين ثلاثي الفوسفات من جديد كمادة حيوية هامة. وهنا يلعب فوسفات الكرياتين دوره المهم، وهو مركب كيميائي غني بالطاقة (بمعنى أدق له رابطات غنية بالطاقة) وتلك الرابطة هي الرابطة بين الكرياتين وذرة الفوسفات. تلك الرابطة الكيميائية بين الفوسفات والكرياتين تناسب الطلقة التي يحتاجها ATP . وعن طريق التفاعل الذي يجري سريعا لاستعادة تكوين ATP هي:
ADP + فوسفات الكرياتين ↔ ATP + كرياتين
(التفاعل يجري هنا من اليمين إلى اليسار.)
حيث انفصال الفوسفات من فوسفات الكرياتين واتحاده مع الأدينوسين الثنائي الفوسفات فإن ذلك يعيد تجدد الأدينوسين ثلاثي الفوسفات ثانيا ويصبح مستعدا لتموين حركة جديدة.
علاوة على ذلك يوجد فوسفات الكرياتين بكميات تبلغ أكبر 3 إلى 4 مرات بالمقارنة بأعداد ATP في الخلية العضلية.
.
أي أن مخزون فوسفات الكرياتين هو الآخر مهم جدا من وجهة كفاية العضلات على بذل مجهود حيث أن انفباض العضلات يستغرق نحو 10 ثوان (لغير الرياضيين 6 ثوان، وتصل بين 12-20 ثانية للمتدربين) > فيكون فوسفات الكرياتين دائما في وضع كاف لتموين ATP وبالتالي امداد العضلة بالطاقة. وعلاوة على ذلك فإن فوسفات الكرياتين هو المادة التي تجدد ATP فورا، إلى أن يبدأ تفاعل آخر بعد وقت قصير يمشط ويشارك في اتاحة الطاقة للعضلات لتقوم بحركتها.
ونعلم من الخبرة أن كمية فوسفات الكرياتين في الخلية العضلية تعتمد على شدة الحركة القائمة وكذلك على مدتها. فإذا كان المطلوب تحرك شديد جدا، فإن ذلك قد يستهلك تقريبا كل مخزون فوسفات الكرياتين، وبعد نهاية المجهود الحركي يُعاد ملء الخلية بالطاقة من جديد بأسرع ما يمكن. فإذا حدث وكانت متابعة تقديم الطاقة من الفوسفات الغني بالطاقة متأخرة، فإن العضلة تتوقف عن العمل ولا تستطيع الاستمرار في الانقباض وأداء الحركة.  ونشعر أننا محتاجون لوقت راحة واستعادة القوى.

### الجلوكوز
في الشخص السليم يحتوي الدم على نسبة معينة من الجلوكوز في حيز معين لا يزيد ولا يقل (أنظر سكر الدم). وإذا استخدم جزء من ذلك السكر في مد العضلات بالطاقة فإن ذلك السكر يعوض دون أن نشعر عن طريق مخزون غلايكوجين والدهون.

### الغلايكوجين
الغلايكوجين هو نوع من الجلوكوز، يعده الجسم ليكون قابلا للتخزين. فيمكن للغلايكوجين أن يختزن كغلايكوجين عضلات في العضلات (نحو 5و1 جرام&100 جرام نسيج عضلي)، كما يختزن جزء من الغلايكوجين في الكبد. كمية الغلايكوجين المختزنة في الكبد تقدر ب 75 إلى 90 جرام، وهي تستغل في ضبط مستوى السكر في الدم (80 - 100 مليمول / ديسيلتر)؛ وهو بذلك يحافظ على سلامة عمل الجهاز العصبي. ونظرا لأن الجهاز العصبي وأيضا الدماغ والكلى تعتمد على الجلوكوز لمدها بالطاقة باستمرار واختزانها له يكون قليلا في هيئة غلوكوجين، فإن الكبد يؤمن مد الدم بنحو 60 % من نسبته في الدم لضمان عمل الدماغ.
في حالة القيام بمجهود متوسط لمدة طويلة (مثل الجري) فإن العضلات تستغل السكر المار في الدم وبالتالي غلايكوجين الكبد للحركة. فقد بينت بحوث قام بها «كوجان» في عام 1990 أنه بعد 90 دقيقة من بذل المجهود بنحو 60% من سعة قصوى للأكسجين VO2max يشكل تأكسد جلوكوز الدم نحو ثلث أكسدة الكربوهيدرات.
عندما يشارف مخزن الغلاكوجين في الكبد على الانتهاء يحدث انخفاض في مستوى السكر في الدم، وقد يتسبب إذا قل عن 70 % من مستواه الطبيعي في اختلال في التوازن وربما حدوث دوخة. لهذا يحدث عادة عند استهلاك شديد للجلوكوز أن يأقلم الجسم نفسه ويخفض من استهلاك الغلايكوجين لضمان اتاحة الجلوكوز للدماغ (المخ). بهذا ينخفض تركيز الإنسولين في الدم، وهذا الهرمون هو الذي يعمل على تنظيم إدخال الجلوكوز إلى داخل الخلايا، وبالتالي بسبب المجهود المستمر وانخفاض مخزون الغلاكوجين فقد ينخفض نسبة السكر في الدم إلى نحو 50% من مستواه الطبيعي في حالة الهدوء. علاوة على ذلك فقد يلجأ الكبد بسبب هذا المجهود المستمر أن يحصل على الجلوكوز من بروتين مثل الألانين أو من الغليسرين من خلال عملية استقلابية يقوم بها تسمى «تجديد تصنيع الجلوكوز»Gluconeogenese . 
وفي حالة القيام بمجهود رياضي كثيف أثناء منافسة مثلا فإن مخزون الجسم من الغلايكوجين قد تكفي لمدة بين 60 إلى 90 دقيقة لإمداد العضلات بالجلوكوز.

### الدهون
يوجد الدهن في الأاسجة الجسمية تحت الجلد (وهذا هو المخزن الرئيسي) وكذلك يوجد في خلايا العضلات في هيئة ثلاثي الغليسريد. وتتكون جزيئات ثلاثي الغليسريد من جزيء جليسرين ومرتبط به ثلاثة أحماض دهنية. بعض الأحماض الدهنية تكون حرة عائمة في الدم ويمكن تأكسدها في جميع خلايا الجسم. في الخلايا العضلية يحدث في البدء عملية أكسدة يتم خلالها تفكيك سلاسل الأحماض الدهنية (تتكون عادة من سلاسل كربونية طويلة بين 12 إلى 18 ذرة كربون)، ويتم تفكيكها إلى جزيئات قصيرة يحتوي كل منها على ذرتين من الكربون؛ تلك الجزيئات تسمى Acetyl-CoA. تدخل تلك الجزيئات القصيرة إلى داخل متقدرات الخلية ويتم فيها ما بسمى دورة حمض الستريك. ولكن هذا التفاعل يكون بطيئا بحيث أن جزء الطاقة التي تنتج من تلك العملية لاستمرار عمل العضلات لا يستمر طويلا. ومع استمرار بذل هذا المجهود الجسماني الكبير تقل نسبة استخدامها. فمحتوى العضلات من ثلاثي الغليسريد بين 3و0 - 8و0 % من حجمها. وتتحرر الأحماض الدهنية عن طريق امتصاص لجزيئات ثلاثي الغليسريد للماء. ويحدث هذا التفكك لثلاثي الغليسريد عند افراز الكلى للأدرينالين والنورأدرينالين، وهي هرمونات تفرز بسبب المجهود الجسماني البالغ الشدة. ولكن يخفضها زيادة تكون حمض اللبنيك في الدم . فإن تركيز لحمض اللبن في الدم بين 5 - 8 مليمول/ لتر يخفض تركيز الاحماض الدهنية في الدم بنسب ملحوظة.
تتعلق أكسدة الدهون واسنخلاص الطاقة منها للعضلا ت على مدة المجهود وشدة المجهود وكمية الغلايكوجين المخزون في العضلات . فالجسم يبدأ في استخدامه الدهون الموجودة تحت الجلد عندما يكون المجهود المبذول طويلا أو متوسط الشدة عندما يقل مخزون الغلايكوجين، فهو يبدأ بعد ما بين 15 - 30 دقيقة من الجري بسرعة معتلة مثلا. ويلعب التدريب لمدد ساعات طويلة هنا دورا هاما حيث تزداد توفير الطاقة عن طريق احتراق الدهون للحركة والتقليل من استهلاك مخزون الكربوهيدرات . 
تشكل الدهون المحمولة في الدم جزءا وسطيا لامداد العضلات بالطاقة. فأثناء استقلاب السكر يكون في استطاعة الخلايا العضلية أيضا استخلاص الطاقة مباشرة من الدهون.

### البروتين
→ أنظر أيضا أيض البروتينات
خلال عملية الأيض (الهضم) تتحلل البروتينات الغذائية إلى  أحماض أمينية وهي التركيبة المبسطة للبروتينات والتي يمكن للجسم استغلالها في بنية نفسه وتعويض الفاسد منها واصلاحها. بالنسبة لاستغلال الجسم البروتينات لتوليد طاقة فهذا لا يحدث إلا في حالات قصوى، مثل الجوع مدة طويلة، أو حدوث مجاعة يقل فيها الغذاء، أو وهذا ما يهم الرياضيون عند الجري لمدة أطول من 90 دقيقة وانخفاض مخزون الغلايكوجين في العضلات، فتستطيغ بروتينات الجسم بين 5 إلى 15 % من الطاقة الكلية للجسم.
تأكسد الأحماض الأمينية يصحبه ارتفاع لل يوريا في الدم، وعلى سبيل المثال يمكن قياس ذلك بعد إتمام مشوار جري طويل. في نفس الوقت ينخفض تركيز الاحماض الأمينية: ليوسين وإيزوليوسين وفالين مما يدل على مشاركتها في عمليات الأكسدة في العضلات . في الحالات القصوى، مثلما يكون الشخص لمدة طويلة في أعالي الجبال فإن جسم الإنسان يستطيع أيضا بطريقة غير مباشرة استغلال جزء من البروتين العضلي، أي أن يهضم الجسم نفسه بنفسه. وبالطبع ليس هذا مطلب الرياضيين، فهم يهتمون عادة ببناء عضلاتهم وتقويتها.

## اقرأ أيضًا
- عتبة اللاكتات
- لاكتات
- تدريب تدريجي
- تمارين لاهوائية
- ناد
- أيض الحموض الدهنية
- أيض الكربوهيدرات
- أيض الليبيدات
- سعة قصوى للأكسجين
- تدريب الفترة